# 1994년 쌍방울 레이더스 시즌
1994년 쌍방울 레이더스 시즌은 쌍방울 레이더스가 KBO 리그에 참가한 4번째 시즌이자, 한동화 감독이 팀을 이끈 첫 시즌이고 시즌 두 번째 게임인 4월 10일 잠실 OB전에서 최태원의 홈스틸 등 삼중도루를 발판삼아 역전승을 거둔 뒤 여러 차례의 역전승을 거듭했지만 한동화 감독이 5월 12일 대전 한화 더블헤더 2차전에서 강력히 항의하다 퇴장당하여 6경기 출장정지 처분을 받으며  돌풍이 수그러든 뒤  1승 후 연패현상을 되풀이했는데  믿었던 에이스 김원형이 부상후유증에서 채 벗어나지 못한 4월 28일 광주 해태전 15회 완투를  고비로 페이스를 완전히 상실하여 마운드가 무너졌고 이 과정에서 타선도 덩달아 침묵해  팀은 정규 시즌 최하위에 머물렀다.

## 타이틀
- 홈런: 김기태 (25)
- 장타율: 김기태 (0.590)
- KBO 골든글러브: 박노준 (외야수), 김기태 (지명타자)
- 볼넷: 김기태 (74)
- 올스타 선발: 박노준 (외야수), 김기태 (지명타자)
- 올스타전 추천선수: 조규제, 박성기
- 올스타전 홈런레이스 우승: 김기태
- 컴투스프로야구 나때는 말이야 라인업: 김기태 (1루수)

### 퓨처스리그
- 출장(타자): 김정수 (36)
- 완투: 임창식 (5)
- 상대한 타자 수: 임창식 (308)

## 선수단
- 선발투수 : 박성기, 성영재, 김원형
- 구원투수 : 고형욱, 김기덕, 유현승, 방극천, 임창식, 김석기, 최한림
- 마무리투수 : 조규제, 박진석, 강희석, 이승환, 노춘섭, 김민국
- 포수 : 박경완, 전종화, 김충민, 장재중, 장채근
- 1루수 : 길홍규, 신경식
- 2루수 : 송태일
- 유격수 : 김주성, 한혁수, 윤재호
- 3루수 : 백인수, 강효섭
- 좌익수 : 박노준, 박철우, 이상대
- 중견수 : 김광림, 윤혁
- 우익수 : 최태원[4], 조원우, 정기창, 이연수
- 지명타자 : 김기태, 최동창, 이군옥, 강광회, 강석, 유태준, 박상수, 우효동, 김성

## 여담
- 박노준은 42도루로 구단 사상 단일 시즌 최다 도루 기록을 세웠다.
- 송태일은 출루율 0.288에 그쳐 규정 타석을 채운 타자들 중 구단 사상 단일 시즌 최저 출루율 기록을 세웠다.
- 최동창은 순출루율 0.267로 구단 사상 단일 시즌 최고 순출루율 기록을 세웠다.
- 김기태는 그라운드 홈런 2개를 쳐 구단 사상 단일 시즌 최다 그라운드 홈런 기록을 세웠다.
- 박성기는 812명의 타자를 상대하며 182.2이닝을 소화하여 구단 사상 단일 시즌 최다 타자를 상대하며 최다 이닝을 소화했다. 그리고 571인플레이타구 188피안타 100실점 95자책점으로 구단 사상 단일 시즌 최다 인플레이타구 허용, 피안타, 실점, 자책점 기록도 세웠다. 이 중 선발로 소화한 이닝은 171이닝으로 구단 사상 최다 기록이었다.
- 성영재는 15번의 사구를 허용해 구단 사상 단일 시즌 최다 사구 기록을 세웠다.
- 김원형은 평균자책점 5.39로 규정이닝을 채운 투수들 중 구단 사상 단일 시즌 최고 기록을 세웠다. 이 중 선발등판 시 평균자책점 5.79도 구단 사상 최고 기록이었다.
- 조규제는 구원패만 8번을 당해 구단 사상 단일 시즌 최다 구원패를 기록했다.
- 김광림은 수비 범위 관련 득점 기여 8.16으로 구단 사상 단일 시즌 최고 기록을 세웠다.
- 김원형은 당시 규정 이닝 충족 투수 중 유일하게 음수 WAR을 기록했다.
- 1995 신인드래프트에서 강필선은 구단 사상 최초로 1차 지명된 내야수가 되었다.

## 같이 보기
- 1991년 쌍방울 레이더스 시즌